# 29 juli
29 juli är den 210:e dagen på året i den gregorianska kalendern (211:e under skottår). Det återstår 155 dagar av året.

## Återkommande bemärkelsedagar

### Högtidsdagar
- Norge och  Färöarna: Olsok respektive Ólavsøka (på svenska Olofsmässa) (till minne av att den norske kungen Olof den helige stupade i slaget vid Stiklestad denna dag 1030; i Norge firas Olavs dödsdag eftersom han är landets skyddshelgon och på Färöarna firas dagen [med start dagen före] som öarnas nationaldag; även i Sverige firades förr i tiden Olofsmässa och enligt talesättet ”Ger Erik ax ger Olof kaka” skulle man kunna skörda denna dag, om säden hade gått i ax vid Eriksmässan 18 maj).[1]

## Namnsdagar

### I den svenska almanackan
- Nuvarande – Olof, Olle
- Föregående i bokstavsordning
  - Ola – Namnet infördes på dagens datum 1986, men flyttades 1993 till 19 april, där det har funnits sedan dess.
  - Olle – Namnet infördes på dagens datum 1986, men utgick 2001. Det återinfördes här 2022.
  - Olof – Namnet har, till minne av den norske kungen Olof den helige, som stupade denna dag i slaget vid Stiklestad 1030, funnits på dagens datum sedan gammalt och har inte flyttats.
  - Olofsmässa – Denna benämning på dagens datum fanns där, även i formen Olsmäss, före 1901, eftersom dagens namn var Olof.
- Föregående i kronologisk ordning
  - Före 1901 – Olof och Olofsmässa eller Olsmäss
  - 1901–1985 – Olof
  - 1986–1992 – Olof, Ola och Olle
  - 1993–2000 – Olof och Olle
  - 2001–2021 – Olof
  - Från 2022 – Olof och Olle
- Källor
  - Brylla, Eva (red.): Namnlängdsboken, Norstedts ordbok, Stockholm, 2000. ISBN 91-7227-204-X
  - af Klintberg, Bengt: Namnen i almanackan, Norstedts ordbok, Stockholm, 2001. ISBN 91-7227-292-9

### Finlandssvenska almanackan
- Nuvarande från 2020[2] – Olof, Ole, Olle, Olav, Ola
- I föregående revideringar[a][3]
  - 1929–1949 – Olof, Elof
  - 1950–1972 – Olof, Olav, Ole, Elof
  - 1973–1994 – Olof, Olav, Ole
  - 1995–1999 – Olof, Olav, Ole, Olle
  - 2000–2019 – Olof, Olav, Ola, Ole, Olle

## Händelser
- 238 – De romerska kejsarna Pupienus och Balbinus, som senaten har utsett i april i ett försök att avsätta den grymme Maximinus Thrax, blir mördade av praetoriangardet. Istället utnämns deras endast 13 år gamle medkejsare Gordianus III till ny kejsare. Med sina 13 år blir han den yngste kejsaren någonsin under det gemensamma romerska rikets historia, men redan sex år senare dör han vid 19 års ålder under mystiska omständigheter.
- 1014 – En styrka på omkring 20 000 bulgarer blir under kejsar Samuils ledning besegrade av en bysantinsk styrka, som leds av kejsar Basileios II, i slaget vid Kleidion i nuvarande Bulgarien. Slaget utgör kulmen på de båda kejsarnas nästan halvsekellånga kamp om makten över Bulgarien och även om detta slag inte gör slut på det första bulgariska riket blir bulgarerna efter detta så försvagade, att Samuils efterträdare inte kan stå emot ytterligare bysantinska framryckningar och 1018 går riket därför under, då det blir erövrat av bysantinerna. Det dröjer sedan till 1185, innan bulgarerna åter blir självständiga.
- 1030 – Den avsatte norske kungen Olav Haraldsson stupar i slaget vid Stiklestad i ett försök att återta den norska tronen. Han har blivit avsatt 1028 av en allians mellan den danske kungen Knut den store och den norske ladejarlen Håkon Eriksson och då flytt till Gårdarike (nuvarande Ryssland). Sedan Håkon Eriksson har drunknat 1029 ser Olav sin chans att återta tronen och beger sig till Norge via Sverige. Hans här möter kung Knuts vid Stiklestad i Verdal norr om Nidaros (nuvarande Trondheim), där han som sagt stupar. Då rykten börjar gå om att han är helig blir han redan två år senare helgonförklarad av biskopen i Nidaros, vilket bekräftas av påven 1164. Med namnet Olav den helige blir han Nordens första helgon och ett av de mest populära. Han räknas numera som Norges nationalhelgon och till hans minne står namnet Olav i olika former än idag i de nordiska almanackorna den 29 juli.
- 1806 – En brand utbryter i en apotekarlada i bohuslänska Uddevalla och med hjälp av ekar sprids branden till båda sidorna av Bäveån och leder till att hela staden brinner ner. Vid återuppbyggnaden får staden (som är Sveriges femte största) flera gåvor från utländska städer, däribland London och S:t Petersburg och man bygger nu upp den enligt en modern stadsplan med breda gator.
- 1899 – Den internationella fredskonferensen i Haag i Nederländerna, som har inletts 18 maj, avslutas genom undertecknandet av de fyra första Haagkonventionerna, vilka träder i kraft året därpå. Dessa blir, tillsammans med Genèvekonventionerna, de första försöken att införa internationella lagar och regler för krigföring (Genèvekonventionerna handlar om hur krigsfångar ska behandlas). Genom dessa inrättas Permanenta skiljedomstolen i Haag, införs lagar mot vissa aktioner i krig (bland annat får man inte döda soldater som har kapitulerat, inte angripa oförsvarade bosättningar, inte tvinga innevånare i ockuperade länder till militärtjänstgöring mot sitt eget land och inte utföra kollektiv bestraffning), införs regler för sjukhusfartyg och förbjuds vissa vapen. Konventionerna utökas till 13 stycken vid en andra konferens 1907, men en tredje konferens som planeras till 1914 blir inte av, på grund av första världskrigets utbrott.
- 1900 – Den italienske kungen Umberto I blir mördad av anarkisten Gaetano Bresci, medan han håller ett tal i Monza. Kungen är avskydd inom italienska vänsterkretsar, på grund av sin konservativa hållning och ännu mer bland anarkisterna. En bidragande orsak till mordet tros vara den så kallade Bava-Beccarismassakern, där militären har öppnat eld mot och dödat flera hundra strejkande arbetare i Milano 1898. Han efterträds samma dag av sin son Viktor Emanuel III, som i princip förblir kung ända tills det italienska kungadömet avskaffas 1946.
- 1907 – Den brittiske generallöjtnanten sir Robert Baden-Powell inleder förberedelserna för ett pojkläger på Brownsea Island utanför Dorset, vilket sedan hålls 1–9 augusti. Detta räknas därför som scoutrörelsens officiella grundande, sedan Baden-Powell sedan det andra boerkrigets slut 1902 haft planer på att utbilda unga pojkar som medhjälpare i krig. Det efterföljande lägret blir en stor framgång och scoutrörelsen växer sig med åren allt större, för att idag (2025) vara en världsrörelse (numera även för flickor). 1909 introduceras rörelsen i Sverige av gymnastikläraren Ebbe Lieberath.
- 1909 – Den franske flygpionjären Georges Legagneux genomför den första uppstigningen med ett flygplan i Sverige, då han inofficiellt, utan publik, flyger över Gärdet i Stockholm. Han har blivit engagerad av Svenska Motorklubben för ändamålet, eftersom han har hållit flyguppvisningar i Danmark tidigare samma månad (egentligen skulle en dansk flygare vid namn Folmer Hansen ha gjort flygningarna, men då dennes utbildning i Frankrike har blivit försenad har man engagerat Legagneux, för att kunna genomföra uppvisningarna på utlovad tid). Man har fraktat planet till Stockholm i tre stora lådor och sedan monterat det på plats. På gärdet slår planet emot en stolpe och skadas, men repareras av en snickare i tid till de officiella uppvisningarna inför publik (däribland kung Gustaf V) den 2 augusti.
- 1921 – Adolf Hitler blir partiledare för Nationalsocialistiska tyska arbetarepartiet. Han blir den tredje partiledaren sedan partiets grundande två år tidigare, men han förblir sedan partiledare till sin död 1945. Under 1920-talet kämpar partiet som ett marginaliserat ytterlighetsparti, men 1930 ökar partiets mandat i den tyska riksdagen från 12 till 107 och det blir ett av Tysklands största partier. Sedan Hitler har tagit makten i Tyskland 1933 inför han diktatur och Nazistpartiet (som det förkortas) blir det enda tillåtna. Under resten av 1930-talet ökar Tysklands välstånd under partiets ledning, samtidigt som oönskade grupper (däribland judar) börjar förföljas och fråntas alltfler medborgerliga rättigheter. 1939 inleder Hitler andra världskriget genom att Tyskland den 1 september anfaller Polen. När Tyskland sedan är besegrat 1945 låter de allierade upplösa och förbjuda partiet – ett förbud som kvarstår än idag.
- 1948 – Olympiska sommarspelen 1948 invigs i London av kung George VI. Det är andra gången i de moderna olympiska spelens historia som London står som värd.
- 1950 – Den fyra dagar långa massakern vid No Gun Ri under Koreakriget tar slut. Sedan 26 juli har amerikanska soldater i kombination med ett amerikanskt flyganfall dödat ett stort antal civila sydkoreanska flyktingar vid en järnvägsbro nära byn No Gun Ri i centrala Sydkorea. Antalet dödsoffer är okänt, men uppgifterna varierar mellan några dussin och omkring 500. Massakern utförs då amerikanerna fruktar att nordkoreanska infiltratörer kan ha gömt sig bland flyktingarna, men den förblir relativt okänd utanför Korea fram till 1999, då uppgifter om den kommer till världens kännedom. 2001 genomför det amerikanska försvarsministeriet en undersökning av händelsen och kommer fram till, att den är ”en tragisk krigshandling och inte avsiktligt dödande”. USA avvisar därför de överlevandes och efterlevandes krav på en ursäkt och kompensation för händelsen.
- 1955 – Pingstpastorn Lewi Pethrus radiostation IBRA Radio inleder regelbundna sändningar från Tanger i Marocko på åtta olika språk. Redan i slutet av 1940-talet har Pethrus haft idén om att sända reklamfinansierad radio i Sverige, men inte fått sändningstillstånd och därför sänt så kallad piratradio från båtar i Östersjön. Nu inleds alltså landbaserade sändningar, vilka pågår från Tanger fram till 1959. Sändningarna på svenska upphör helt 1979, sedan närradion har införts i landet, men företaget existerar än idag (2025), främst med sändningar inriktade på Afrika och Mellanöstern.
- 1957 – Inom Förenta nationernas ram grundas Internationella atomenergiorganet (engelska: International Atomic Energy Agency, förkortat IAEA). Syftet är att ha en internationell organisation som övervakar utvecklandet av atomenergin, då byggandet av kärnkraftverk, men också USA:s och Sovjets kapprustning under kalla kriget, med bland annat kärnvapen, pågår sedan några år. Idag (2025) är de flesta av världens länder (med några få undantag) medlemmar och därmed verkar de i samförstånd över hur kärnkraft och kärnvapen ska användas och utvecklas.
- 1981 – Den brittiske tronföljaren prins Charles och lady Diana Spencer gifter sig i Sankt Paulskatedralen i London i vad som går till historien som ”århundradets bröllop”. Under 1980-talet får paret två söner (William och Harry), men i början av 1990-talet börjar äktenskapet knaka i fogarna. Paret separerar 1992 och skiljs officiellt 1996 – året därpå omkommer prinsessan Diana (i folkmun kallad ”Lady Di”) i en bilolycka i Paris.
- 2006 – Montréaldeklarationen om mänskliga rättigheter för HBT- och intersexuella personer antas.

## Födda
- 1580 – Francesco Mochi, italiensk skulptör under manierismen och barocken
- 1647 – Carl Piper, svensk friherre, greve och statsman
- 1754 – Abraham Niclas Edelcrantz, svensk friherre, skald, uppfinnare och fysiker, ledamot av Svenska Akademien
- 1782 – Jesse Wharton, amerikansk demokratisk-republikansk politiker, senator för Tennessee
- 1796 – Christian Winther, dansk poet
- 1805 – Alexis de Tocqueville, fransk adelsman, politisk teoretiker och historiker
- 1864 – Nils Andersson, svensk jurist, notarie och folkmusikupptecknare
- 1869 – Ossian Brofeldt, svensk skådespelare och sångare
- 1878 – James M. Slattery, amerikansk demokratisk politiker, senator för Illinois
- 1883 – Benito Mussolini, italiensk fascistisk politiker, Italiens premiärminister och diktator
- 1885 – Theda Bara, amerikansk stumfilmsskådespelare
- 1888 – Gustaf Malmgren, svensk skådespelare
- 1892 – William Powell, amerikansk skådespelare
- 1898 – Isidor Isaac Rabi, amerikansk fysiker, mottagare av Nobelpriset i fysik 1944
- 1900 – Eyvind Johnson, svensk författare, ledamot av Svenska Akademien, mottagare av Nobelpriset i litteratur 1974
- 1901 – Magnus Kesster, svensk skådespelare
- 1902 – David Arellano, chilensk fotbollsspelare
- 1905
  - Clara Bow, amerikansk skådespelare
  - Einar Ekberg, svensk kristen sångare (baryton)
  - Dag Hammarskjöld, svensk nationalekonom, jurist, adelsman, ämbetsman, diplomat och författare, FN:s generalsekreterare, ledamot av Svenska Akademien, postum mottagare av Nobels fredspris 1961
- 1913 – Erich Priebke, tysk SS-officer och krigsförbrytare
- 1925 – Mikis Theodorakis, grekisk kompositör, dirigent och politiker
- 1927 – Harry Mulisch, nederländsk författare
- 1930 – Per Sjöstrand, svensk skådespelare, regissör och manusförfattare
- 1932
  - Jaakko Sievänen, finländsk målare
  - Katarina Taikon, svensk romsk författare
- 1933 – Lou Albano, amerikansk fribrottare och skådespelare
- 1934 – Albert Speer Jr., tysk arkitekt och stadsplanerare
- 1936 – Elizabeth Dole, amerikansk jurist och republikansk politiker, ordförande för amerikanska Röda korset, senator för North Carolina
- 1937 – Ryutaro Hashimoto, japansk politiker, Japans premiärminister
- 1940 – Ole Lund Kirkegaard, dansk författare
- 1941 – Jennifer Dunn, amerikansk republikansk politiker, kongressledamot
- 1949 – Fredrik Belfrage, svensk radioman och tv-programledare
- 1951
  - Deborah Pryce, amerikansk republikansk politiker, kongressledamot
  - Martti Talja, finländsk läkare och politiker
- 1952 – Denny Heck, amerikansk demokratisk politiker, kongressledamot
- 1953
  - Patti Scialfa, amerikansk gitarrist och bakgrundssångare i gruppen The E Street Band
  - Geddy Lee, kanadensisk basist och sångare i gruppen Rush
- 1957
  - Diana DeGette, amerikansk demokratisk politiker
  - László Kuncz, ungersk vattenpolospelare
- 1966 – Martina McBride, amerikansk countryartist
- 1971 – Lisa Ekdahl, svensk sångare och låtskrivare
- 1972 – Anssi Kela, finsk sångare och låtskrivare
- 1974
  - Mikaela Ingberg, finländsk spjutkastare
  - Viktoria Tolstoy, svensk sångare
- 1979 – Andre Lakos, österrikisk ishockeyspelare
- 1980
  - Fernando González, chilensk tennisspelare
  - Hjálmar Jónsson, isländsk fotbollsspelare
- 1981 – Fernando Alonso, spansk racerförare
- 1987 – Petri Honkonen, finländsk politiker
- 1988 – Emily Csikos, kanadensisk vattenpolospelare
- 1989
  - Kosovare Asllani, svensk fotbollsspelare, OS-silver 2016 och 2020, VM-brons 2019
  - Zakria Rezai, afghansk fotbollsspelare
- 1996 – Annette Echikunwoke, nigeriansk-amerikansk friidrottare

## Avlidna
- 238
  - Pupienus, romersk kejsare
  - Balbinus, romersk kejsare
- 796 – Offa, kung av Mercia och engelsmännens konung
- 1030 – Olav Haraldsson, kung av Norge
- 1099 – Urban II, född Odo av Lagery, påve
- 1108 – Filip I, 56, kung av Frankrike
- 1507 – Martin Behaim, 47, tysk astronom och kartograf
- 1589 – Maria av Pfalz, 28, tysk prinsessa
- 1644 – Urban VIII, 76, född Maffeo Barberini, påve
- 1652 – Fredrik Stenbock, 45, svensk militär och ämbetsman
- 1752 – Giovanni Battista Maini, 62, italiensk barockskulptör
- 1760 – Heinrich von Podewils, 63, tysk diplomat och statsman
- 1818 – Johan Gabriel Oxenstierna, 68, svensk greve och riksmarskalk, ledamot av Svenska Akademien, en av rikets herrar, Sveriges kanslipresident
- 1833 – William Wilberforce, 73, brittisk parlamentsledamot och humanist
- 1844 – Franz Xaver Wolfgang Mozart, 53, österrikisk kompositör och pianist, son till Wolfgang Amadeus Mozart
- 1856 – Robert Schumann, 46, tysk kompositör
- 1887 – Agostino Depretis, 74, italiensk politiker, Italiens premiärminister
- 1890 – Vincent van Gogh, 37, nederländsk konstnär
- 1900 – Umberto I, 56, kung av Italien
- 1912 – William D. Washburn, 81, amerikansk republikansk politiker och affärsman, senator för Minnesota
- 1913 – Tobias Asser, 75, nederländsk jurist, mottagare av Nobels fredspris 1911
- 1934 – John L. McLaurin, 74, amerikansk demokratisk politiker, senator för South Carolina
- 1948 – James E. Watson, 84, amerikansk republikansk politiker, senator för Indiana, majoritetsledare i USA:s senat
- 1969 – Josef Blösche, 57, tysk SS-man och krigsförbrytare
- 1970 – John Barbirolli, 70, brittisk dirigent
- 1972 – John Degerberg, 80, svensk skådespelare
- 1975 – James Blish, 54, amerikansk fantasy- och science fiction-författare
- 1982 – Harold Sakata, 62, amerikansk skådespelare
- 1983
  - Luis Buñuel, 83, spansk filmregissör, manusförfattare, producent och skådespelare
  - David Niven, 73, brittisk skådespelare
  - Raymond Massey, 86, kanadensisk skådespelare
- 1989 – Walter Sarmell, 79, svensk skådespelare och inspicient
- 1990 – Bruno Kreisky, 79, österrikisk politiker, Österrikes förbundskansler
- 1991 – Christian de Castries, 88, fransk militär
- 1994 – Dorothy Crowfoot Hodgkin, 84, brittisk kemist, mottagare av Nobelpriset i kemi 1964
- 1996 – Jason Thirsk, 28, amerikansk basist
- 1998 – Jerome Robbins, 79, amerikansk koreograf, regissör och dansare
- 2000 – Åke Hodell, 81, svensk stridspilot, författare och konstnär
- 2007 – Michel Serrault, 79, fransk skådespelare
- 2009 – Zhuo Lin, 93, kinesisk politikerhustru, änka efter Deng Xiaoping
- 2011
  - John Edward Anderson, 93, amerikansk fastighetsmiljardär
  - Gene McDaniels, 76, amerikansk sångare och låtskrivare
- 2014 – Giorgio Gaslini, 84, italiensk jazzpianist och kompositör
- 2019 – Egil Danielsen, 85, norsk friidrottare
- 2025 - Lena Cronqvist, 86, bokillustratör, skulptör, målare, textilkonstnär, grafiker